# Eduard von Lütcken
Eduard von Lütcken (26 de octubre de 1882-15 de septiembre de 1914) fue un jinete alemán que compitió en los Juegos Olímpicos de Estocolmo 1912 en la modalidad de concurso completo. Formó parte del equipo alemán que ganó la medalla de plata en la prueba ecuestre por equipos. Después de los Juegos Olímpicos, sirvió como Oberleutnant (equivalente a lugarteniente) en la Primera Guerra Mundial y murió poco después de capturar a varios rusos en el frente oriental.

## Biografía

### Primeros años
Von Lütcken nació el 26 de octubre de 1882 en Syke, Baja Sajonia, Alemania, hijo del magistrado local Eduard von Hermann von Lütcken y su esposa Frida Meding. Von Lütcken estudió en la Universidad de Heidelberg, donde formó parte de la fraternidad Corps Vandalia Heidelberg y participó en duelos con espadas y quedó marcado por una cicatriz en una mejilla. Von Lütcken se convirtió en oficial del Ejército Real Sajón y vivió en Oschatz.

### Juegos Olímpicos de Estocolmo 1912
En los Juegos Olímpicos de Estocolmo 1912, von Lütcken compitió en la competición individual de tres días de concurso completo. En aquel entonces, se conocía como la «competencia de equitación militar» y estaba abierta a un máximo de cuatro oficiales militares en activo de cada país. Von Lütcken compitió con su caballo Blue Boy y quedó octavo entre 27 competidores. Obtuvo la máxima puntuación en los 55 kilómetros recorridos, 5 kilómetros de recorrido a campo traviesa y los 3500 metros en carreras de obstáculos, pero quedó 5.º en la cuarta prueba, la competición de salto, y 12.º en la sección final, doma. La competición de concurso completo por equipos se evaluó mediante la suma de los cuatro mejores competidores individuales. Von Lütcken fue el tercer jinete con mejor puntuación para Alemania, después de Friedrich von Rochow y Richard von Schaesberg-Tannheim. El equipo quedó en segundo lugar, detrás de Suecia, y obtuvo la medalla de plata.

### Primera Guerra Mundial y muerte
En los preparativos para la Primera Guerra Mundial, von Lütcken servía como instructor de equitación en Dreden. Tras la declaración de guerra, fue asignado al 17.º Regimiento Real de Uhland como Oberleutnant. Desplegado en el frente oriental, luchó en Szumsk, Lituania, donde capturó a varios soldados rusos, incluido un general. Murió poco después, el 15 de septiembre de 1914, en combate con una fuerza mayor de patrullas rusas en la carretera entre Wilkowitzki y Mariompol. El caballo de Von Lütcken recibió un disparo y luchó a pie con su pistola y sable junto a dos camaradas hasta su muerte. Un suboficial de su unidad sobrevivió para contar la historia, que posteriormente fue confirmada por una carta a su familia de un oficial de caballería de la Guardia Rusa, quien elogió su valentía.

## Palmarés internacional
| Juegos Olímpicos | Juegos Olímpicos   | Juegos Olímpicos | Juegos Olímpicos |
| Año              | Lugar              | Medalla          | Categoría        |
| ---------------- | ------------------ | ---------------- | ---------------- |
| 1912             | Estocolmo (Suecia) | Medalla de plata | Por equipos      |